# 12. reitende Schützen-Division (Avstro-Ogrska)
12. reitende Schützen-Division (izvirno nemško 12. reitende Schützen-Division) je bila konjeniška divizija avstro-ogrske kopenske vojske, ki je bila aktivna med prvo svetovno vojno.

## Poveljstvo
Poveljniki (Kommandanten)
- Nikolaus Karapancsa von Kraina: junij 1917 - november 1918